# Пол Дезмонд
Пол Дезмонд (енгл. Paul Desmond; Сан Франциско, Калифорнија, 25. новембар 1924 — Менхетн, Њујорк, 30. мај 1977), рођен као Пол Емил Брајтенфелд (енгл. Paul Emil Breitenfeld), био је амерички џез саксофониста. Прославио се у квартету Дејва Брубека, након чега је кренуо у соло каријеру. Дезмонд је један од оснивача кул џеза, и композитор познате мелодије "Take Five".